# Papuana cognata
Papuana cognata är en skalbaggsart som beskrevs av S. Endrödi 1969. Papuana cognata ingår i släktet Papuana och familjen Dynastidae. Inga underarter finns listade i Catalogue of Life.